# Valganna
Valganna ist eine Gemeinde in der Provinz Varese in der Region Lombardei.

## Geographie
Die Gemeinde bedeckt eine Fläche von 12 km². Zu Valganna gehören die Fraktionen Boarezzo, Ganna, Ghirla und Mondonico. Die Nachbargemeinden von Valganna sind Arcisate, Bedero Valcuvia, Brinzio, Cuasso al Monte, Cugliate-Fabiasco, Cunardo, Induno Olona, Marchirolo und Marzio. Zur Gemeinde gehört der Lago di Ghirla.

## Geschichte
Die ersten Siedlungen in der Gegend stammen aus der Römerzeit. Die ersten Siedlungen in diesem Gebiet gehen auf die Römerzeit zurück. Valganna wurde in römischer Zeit von der Via Mediolanum-Bilitio durchquert, einer Römerstraße, die Mediolanum (Mailand) mit Luganum (Lugano) über Varisium (Varese), daher der Name der Straße.
Im Mittelalter war Ganna ein Lehen der Abtei San Gemolo. Im Jahr 1556 verfügte der Heilige Stuhl die Aufhebung der Abtei, deren Güter und Rechte an das Ospedale Maggiore übertragen wurden, von dem die Gemeinde in den folgenden Jahrhunderten abhängig war. Seit Ende des 17. Jahrhunderts gibt es Nachrichten über eine Keramik von Ghirla. Im Jahr 1751 gehörte das Dorf zur Pieve von Arcisate und war noch ein Lehen der Mailänder Spitalanstalt. Im Jahr 1786 wurde Ganna zusammen mit der Gemeinde Arcisate Teil der Provinz Gallarate, dann Varese, nach der territorialen Aufteilung der österreichischen Lombardei, die das lombardische Gebiet in acht Provinzen aufteilte (Edikt vom 26. September 1786).
Im Zuge der Reformen der Cisalpinischen Republik wurde die Gemeinde 1798 in das Departement Verbano, Bezirk Arcisate, eingegliedert. Dann wurde dieses Departement aufgelöst und dem von Olona, ebenfalls im Bezirk Arcisate, zugeteilt. Im Jahr 1801 wurde Valganna dem Bezirk II von Varese im Departement Lario zugeordnet. Im Jahr 1805 wurde die Gemeinde als Valgana con Ghirla ed uniti bezeichnet, eine Gemeinde der Klasse III. Im Jahr 1807 wurde die Gemeinde aufgelöst und mit der von Viggiù vereinigt. Sie erhielt ihre Autonomie mit dem Königreich Lombardo-Venetien im Jahr 1815 und in der Provinz Como, Bezirk XIX von Arcisate (1816) und ab 1853 im Bezirk XVII von Arcisate.
Im Jahr 1924 wurde die Gemeinde in den Bezirk Varese der Provinz Como eingegliedert. Nach der Gemeindereform von 1926 wurde die Gemeinde von einem Podestà verwaltet. Im Jahr 1927 wurde die Gemeinde der Provinz Varese zugeschlagen. Nach der Gemeindereform von 1946 wurde die Gemeinde Valganna von einem Bürgermeister, einer Junta und einem Rat verwaltet. Im Jahr 1971 hatte die Gemeinde Valganna eine Fläche von 1.248 Hektar.

## Bevölkerung
| Bevölkerungsentwicklung | Bevölkerungsentwicklung | Bevölkerungsentwicklung | Bevölkerungsentwicklung | Bevölkerungsentwicklung | Bevölkerungsentwicklung | Bevölkerungsentwicklung | Bevölkerungsentwicklung | Bevölkerungsentwicklung | Bevölkerungsentwicklung | Bevölkerungsentwicklung | Bevölkerungsentwicklung | Bevölkerungsentwicklung | Bevölkerungsentwicklung | Bevölkerungsentwicklung | Bevölkerungsentwicklung | Bevölkerungsentwicklung | Bevölkerungsentwicklung |
| ----------------------- | ----------------------- | ----------------------- | ----------------------- | ----------------------- | ----------------------- | ----------------------- | ----------------------- | ----------------------- | ----------------------- | ----------------------- | ----------------------- | ----------------------- | ----------------------- | ----------------------- | ----------------------- | ----------------------- | ----------------------- |
| Jahr                    | 1751                    | 1805                    | 1853                    | 1871                    | 1881                    | 1901                    | 1921                    | 1951                    | 1971                    | 1991                    | 2001                    | 2011                    | 2017                    | 2018                    | 2021                    | 2023                    |                         |
| Einwohner               | 498                     | 716                     | 1216                    | 1075                    | 1075                    | 1081                    | 1078                    | 1278                    | 1382                    | 1483                    | 1462                    | 1584                    | 1598                    | 1623                    | 1583                    | 1576                    |                         |

## Sehenswürdigkeiten

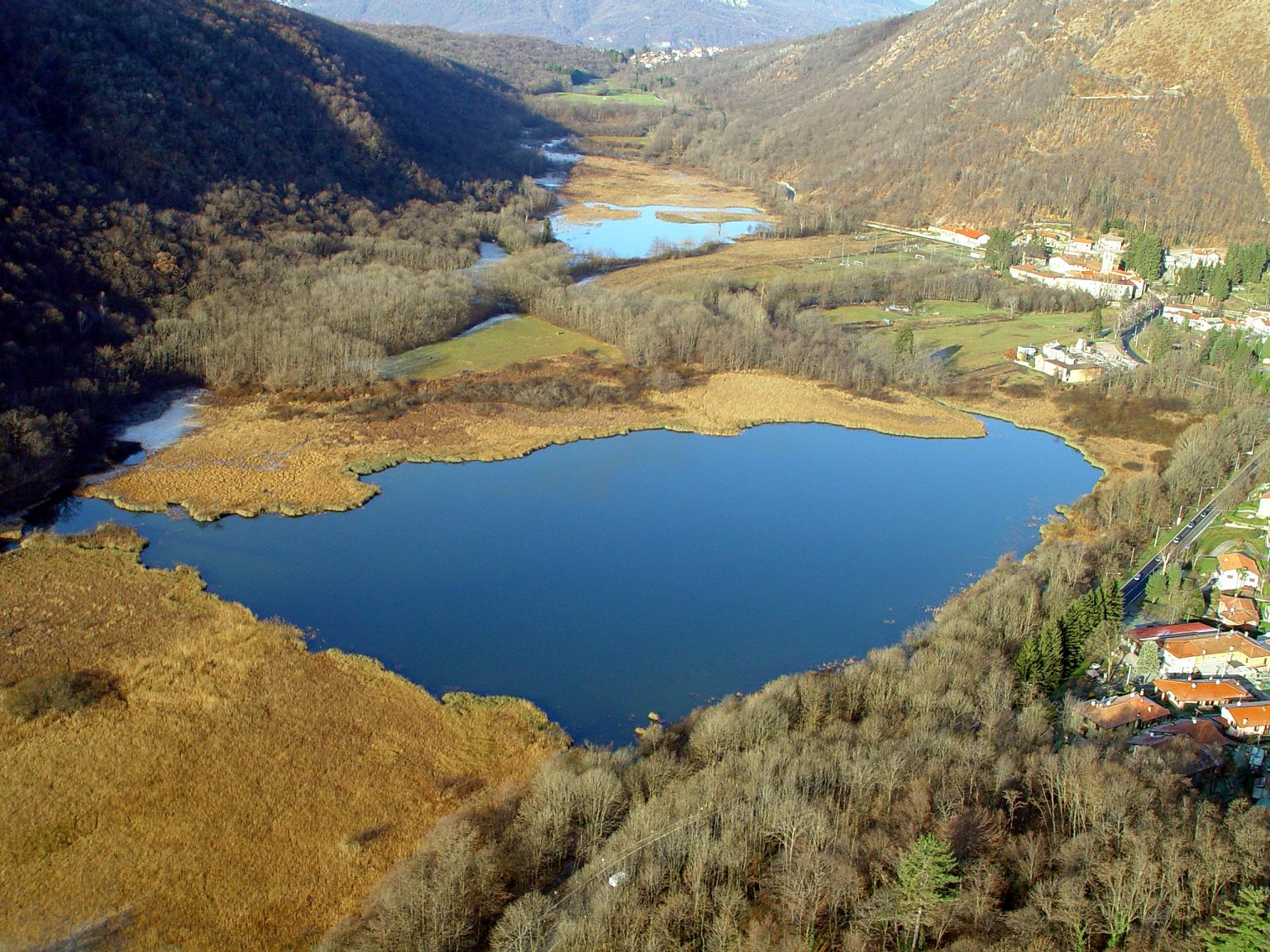
Gannasee

- Die Abtei San Gemolo im Ortsteil Ganna ist ein ehemaliges Benediktinerkloster, das von 1095 bis 1556 bestand. Die Kirche wurde erstmals erwähnt im 12. Jahrhundert. Sie verfügt über Fresken (13. – 14. Jahrhundert); der Glockenturm ist romanisch (1150–1175), das fünfeckige Klösterlein wurde in der Mitte des 14. Jahrhunderts erbaut. Hier befindet sich ein kleines Museum mit Gemälden und Gipsarbeiten von Odoardo Tabacchi und Giuseppe Grandi. Die Kirche bewahrt eine neoklassische Orgel. Die letzte Restaurierung fand im Jahr 1985 statt. Der Überlieferung nach wurde der Heilige hier Ende des 10. Jahrhunderts geschlachtet, nachdem er versucht hatte, zusammen mit Sant’Imerio di Bosto einige Räuber zu verfolgen, die eine Karawane ausgeraubt hatten, zu der er gehörte. Die Räuber stammten aus Castelseprio und kontrollierten seit jeher die Pässe von der Schweiz nach Mailand und fingen alle Karawanen ab. Der Leichnam wurde an dem Ort begraben, an dem sich heute die Abtei befindet, die 1095 von Attone, Arderico und Inghizone mit dem Einverständnis des Erzbischofs von Mailand Arnolfo III. errichtet wurde. Diese Abtei war bis 1556, dem Jahr, in dem ihre weltliche Macht unterdrückt wurde, sehr mächtig, da sie Besitzungen im gesamten nördlichen Teil des Gebiets von Varese und die Kontrolle über die Burg von Frascarolo hatte.[2]
- Das Oratorium San Gemolo wurde erstmals im 13. Jahrhundert erwähnt und ist mit Fresken der Schule von Pier Francesco Mazzucchelli, genannt Morazzone, verziert.
- Im Ortsteil Ghirla befindet sich die "Pfarrei St. Christophorus der Märtyrer", die zur Diözese Mailand gehört und 1897 auf Veranlassung des Erzbischofs Andrea Carlo Ferrari errichtet wurde.
- Die Kirche Santa Croce wurde im Jahr 1689 erbaut und bewahrt Fresken des Malers Antonio Busca.
- Die voralpinen Seen: Der Lago di Ganna ist weitgehend naturbelassen, der Lago di Ghirla dagegen touristisch erschlossen.
- Höhle von Ganna.
- In der Fraktion Ghirla, im 18. Jahrhundert, wurde eine Ramme gebaut, die im Laufe der Jahrhunderte für die Eisenverarbeitung genutzt wurde. Ende des 19. Jahrhunderts wurde das Gebäude allmählich aufgegeben und wurde dann zu Beginn des 21. Jahrhunderts restauriert.
- Künstlerdorf Boarezzo
- Jugendstil-Villa Cesarina aus dem Jahr 1906.

## Bilder

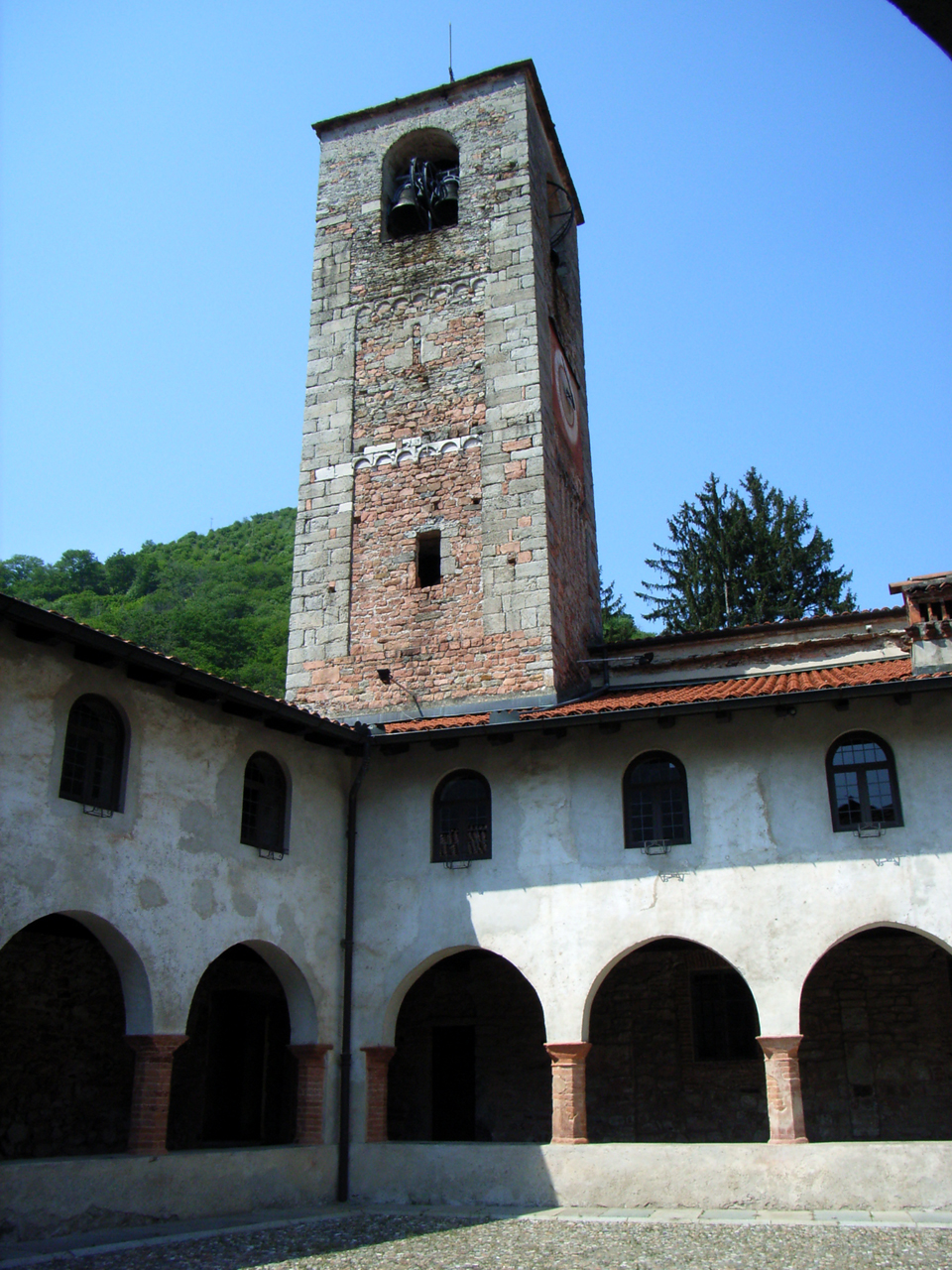
Abtei san Gemolo
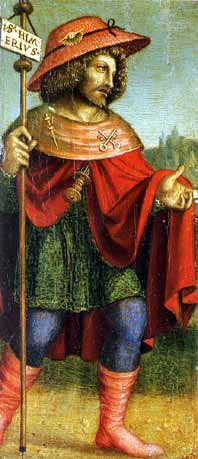
Sant’Imerio Werk des Malers Francesco de’ Tatti
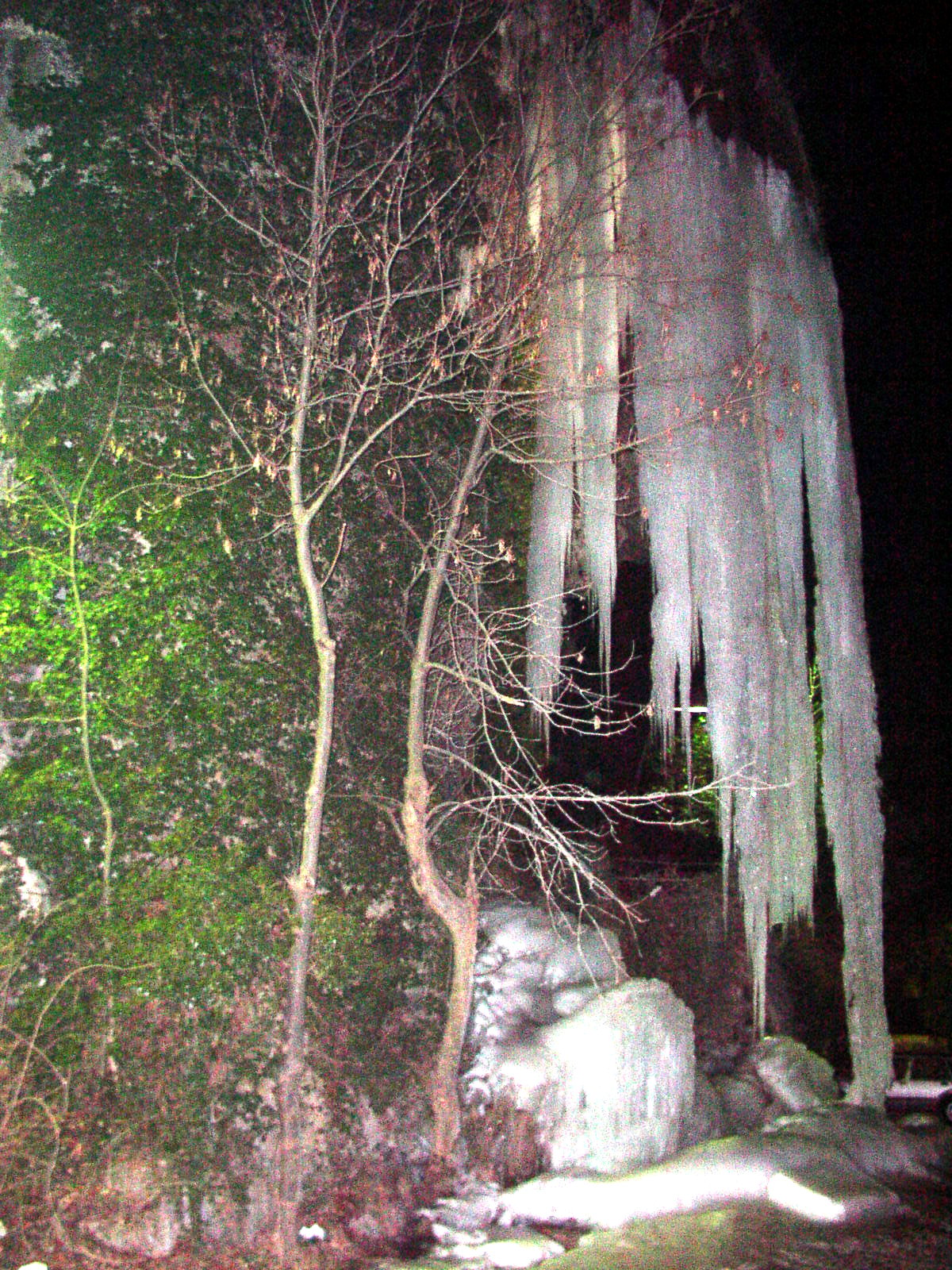
Eisfälle
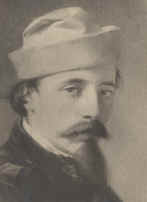
Odoardo Tabacchi

## Persönlichkeiten
- Sant’Imerio di Bosto und San Gemolo (* um 970 nach Christus), Pilger und Märtyrer im Valganna[3]
- Giovanni Battista de’ Grandi (* um 1638 in Ganna; † 1718 ebenda), Maler, Architekt?[4]
- Girolamo de’ Grandi (* um 1638 in Ganna; † 1718 ebenda), Maler[4]
- Leonardo Ajmetti (* um 1700 in Ganna; † nach 1741 in Turin ?), Baumeister[5]
- Giuseppe Grandi (* 17. Oktober 1843 in Ganna;30. November 1894 ebenda), Bildhauer, Schüler des Vincenzo Vela[6]
- Odoardo Tabacchi (* 19. Dezember 1831 in Ganna; † 23. März 1905 in Mailand), Bildhauer